# Шонай (Западно-Казахстанская область)
Шонай (каз. Шонай) — село в Бокейординском районе Западно-Казахстанской области Казахстана. Входит в состав Сайхинского сельского округа. Код КАТО — 275430400.
Станция Шунгай Приволжской железной дороги на линии Красный Кут — Астрахань.

## Состав населённого пункта
На территории села имеется 3 улицы, кроме того к селу официально приписаны расположенные в его окрестностях 13 чабанских зимовок: 365-я (4 дома), 390-я (2 дома), Еденичка, Жолдыбай, Золотой, Каракол, Майск, Молодость (прежнее наименование «казармы Салыкбай», 5 домов), Сарбасты, Сундет, Тайгара, Талап, Шонай кули (4 дома).

## Население
По переписи 1989 года население Шунгая составляло 599 человек, преобладающая национальность казахи.
В 1999 году население села составляло 584 человека (307 мужчин и 277 женщин). По данным переписи 2009 года, в селе проживало 365 человек (186 мужчин и 179 женщин).

## История
- В Российской империи — аул Шунгай, Букеевская Орда в составе Астраханской губернии.
- В Советской России (до 5 декабря 1936 года) и Казахской ССР (с 5 декабря 1936 года) — станция Шунгай.

Изначально аул Шунгай (Шугай, Чунгай) находился в 12-15 км восточнее того места, где впоследствии была сооружена железнодорожная станция Шунгай на северном крае одноимённого лимана (на картах XIX века лиман именовался Соргуйль Куйль, где «куйль» происходит от монгольского (калмыцкого) «хуль» — «чаша», то есть «лиман», а «соргуйль» от монгольского «сургуль» — «училище»), там была почтовая станция и ярмарочный двор. В начале XX века в ауле было около 100—120 дворов. В 1908—1910 гг. в ауле была открыта государственная казённая начальная школа (официально именовавшаяся «одноклассное училище») с четырёхлетним сроком обучения и преподаванием на русском языке. В начале 1918 года в ауле прошли выборы в Совет депутатов, в результате выборов в исполнительный комитет Совета вошёл бывший царский староста. В октябре 1918 года состоялись вторые выборы в Совет аула и Далбуно-Шунгайской волости. В Шунгае был образован «Комитет бедноты», шла запись добровольцев в красноармейский Первый образцовый киргизский конный полк.
В период коллективизации в Шунгае была создана машинно-тракторная станция.
13 сентября 1942 г. германская авиация впервые подвергла бомбардировке станцию Шунгай, следующий налёт был 23 сентября 1942 г., затем 4, 5, 14, 18, 22, 27 октября 1942 года. Всего на станцию Шунгай было 24 налёта. Станцию прикрывала батарея ПВО 4-го дивизиона 748-го зенитного артполка. Отдельный зенитный бронепоезд №132 к началу 1943 г. сбил над станцией Шунгай 6 вражеских самолётов.

## Известные уроженцы
- 1896 — Букейханов, Габдулхаким Нурмухамедович
- 1901 — Джексенбаев, Шакир Джексенбаевич
- 1903 — Айталиев, Жархан Айталиевич